# Digby (ancienne circonscription fédérale)
Pour les articles homonymes, voir Digby.
Digby fut une circonscription électorale fédérale de Nouvelle-Écosse. La circonscription fut représentée de 1867 à 1917.
C'est l'Acte de l'Amérique du Nord britannique de 1867 qui créa la circonscription électorale de Digby. Abolie en 1914, elle fut redistribuée parmi Digby et Annapolis et Yarmouth et Clare.

## Géographie
En 1867, la circonscription de Digby comprenait:
- Le comté de Digby

## Députés
1. 1867-1874 — Alfred William Savary, Anti-confédéré et Conservateur
2. 1874-1874 — Edwin Randolph Oakes, Libéral-conservateur
3. 1874¹-1877 — William Berrian Vail, Libéral
4. 1878-1882 — John Chipman Wade, Conservateur
5. 1882-1887 — William Berrian Vail, Libéral (2)
6. 1887-1887 — John Campbell, Conservateur
7. 1887¹-1891 — Herbert Ladd Jones, Conservateur
8. 1891-1896 — Edward Charles Bowers, Libéral
9. 1896-1908 — Albert James Smith Copp, Libéral
10. 1908-1917 — Clarence Jameson, Conservateur

- ¹ = Élections partielles